# スティーヴ・ブシェミ
スティーヴ・ブシェミ（Steve Buscemi, 本名: Steven Vincent Buscemi, 1957年12月13日 - ）は、アメリカ合衆国の俳優。

## プロフィール
ニューヨーク市ブルックリンにて、イタリア系の父親とアイルランド系の母親の間に生まれる。ブシェミには、ジョー、ケン、マイケルという3人の兄弟がおり、カトリックの環境で育てられた。リー・ストラスバーグ主宰の演劇学校で演技を学ぶ。
出演作品は80本を越え、「90年代に最も仕事をした俳優」ランキングの4位に入った。ティム・バートン、コーエン兄弟、アダム・サンドラー、ジム・ジャームッシュ、ロバート・ロドリゲス、マイケル・ベイら個性的な監督達の作品に数多く出演している。また、クエンティン・タランティーノが専門学生時代に製作した『レザボア・ドッグス』については「Mr.ピンク」役で出演しており、ハリウッドでリメイクが決まっても同役で出演し、注目を集めた。一度見たら忘れられない、アクの強い風貌で、しばしば殺されたり喧嘩に巻き込まれたりする役で個性派俳優として活躍している。『コン・エアー』（1997年）においては囚人や警官さえもが恐れる伝説の連続殺人犯ガーランド・グリーンを演じた。
私生活では女優のジョー・アンドレスと結婚、男児が誕生している。2019年、アンドレスと死別。
今なおエージェントを雇わずに自ら出演依頼の電話を受けることでも有名。日本では2000年にプロバイダのZEROのCMにも出演している。

## エピソード
売れる前は、昼間は消防士として働き、夜はスタンダップ・コメディの舞台に立っていた。その後、コメディに見切りをつけ演技を勉強し始めた。現在でもボランティアで消防士としての活動を続けているという。アメリカ同時多発テロ事件の際、世界貿易センタービル（ツインタワー）の瓦礫の山の中、昔着ていた消防士の防火服を着て、救出作業する彼の姿が目撃されている（なぜ昔の防火服を着てる男がいるのか、他の消防士が疑問に思い、ヘルメットの中の顔を覗くとスティーヴ・ブシェミだったそうである）。本人はこの件に関してインタビューを受けたり、写真を取られることを拒否した。
2001年にバーでの喧嘩に巻き込まれて喉などを刺され、頬に傷が残ってしまった。

## フィルモグラフィ

### 映画
| 公開年 | 邦題 原題                                                                              | 役名                      | 備考                  | 日本語吹替                                                                                      |
| ------ | -------------------------------------------------------------------------------------- | ------------------------- | --------------------- | ----------------------------------------------------------------------------------------------- |
| 1986年 | パーティング・グランセス Parting Glances                                               | ニック                    |                       |                                                                                                 |
| 1987年 | ミッドナイト・ガール Kiss Daddy Goodnight                                              | ジョニー                  |                       |                                                                                                 |
| 1987年 | クロスカウンター/傷だらけのチャンピオン Heart                                          | ニッキー                  |                       |                                                                                                 |
| 1988年 | 真夜中にコール・ミー Call Me                                                           | スイッチブレード          |                       |                                                                                                 |
| 1988年 | バイブス秘宝の謎 Vibes                                                                 | フレッド                  |                       |                                                                                                 |
| 1988年 | ハート・オブ・ミッドナイト Heart of Midnight                                           | エディ                    |                       |                                                                                                 |
| 1989年 | ニューヨーク・ストーリー New York Stories                                              | グレゴリー・スターク      |                       |                                                                                                 |
| 1989年 | ニューヨークの奴隷たち Slaves of New York                                              | ウィルフレッド            |                       |                                                                                                 |
| 1989年 | ワンナイト・オブ・ブロードウェイ Bloodhounds of Broadway                               | ウィニング・ウィリー      |                       |                                                                                                 |
| 1989年 | ミステリー・トレイン Mystery Train                                                     | 床屋のチャーリー          |                       |                                                                                                 |
| 1990年 | フロム・ザ・ダークサイド/3つの闇の物語 Tales from the Darkside                         | ビリンガム                | 第1話「運命249」      |                                                                                                 |
| 1990年 | キング・オブ・ニューヨーク King of New York                                            | テスト・チューブ          |                       |                                                                                                 |
| 1990年 | ミラーズ・クロッシング Miller's Crossing                                               | ミンク                    |                       | 江原正士                                                                                        |
| 1991年 | ザンダリーという女 Zandalee                                                            | OPP Man                   |                       |                                                                                                 |
| 1991年 | バートン・フィンク Barton Fink                                                         | チェット                  |                       | 荒川太郎（VHS版） 青山穣（DVD版）                                                               |
| 1991年 | ビリー・バスゲイト Billy Bathgate                                                      | アーヴィング              |                       | 荒川太郎                                                                                        |
| 1992年 | レザボア・ドッグス Reservoir Dogs                                                      | Mr. ピンク                |                       | 有本欽隆                                                                                        |
| 1992年 | イン・ザ・スープ In the Soup                                                           | アルドルフォ              |                       | （日本語吹替版なし）                                                                            |
| 1992年 | トワイライト・サマー CrissCross                                                        | ルイス                    |                       | （日本語吹替版なし）                                                                            |
| 1993年 | 風と共に去る20ドル!? Twenty Bucks                                                      | フランク                  |                       | （日本語吹替版なし）                                                                            |
| 1993年 | ライジング・サン Rising Sun                                                            | ウィリー                  |                       | 坂口哲夫                                                                                        |
| 1993年 | ラスト・アウトロー The Last Outlaw                                                     | フィロ                    | テレビ映画            |                                                                                                 |
| 1993年 | ボディ・クッキング/母・体・蘇・生 Ed and His Dead Mother                               | エド                      |                       |                                                                                                 |
| 1994年 | カッティング・エッジ Floundering                                                       | ネッド                    |                       | 不明                                                                                            |
| 1994年 | 未来は今 The Hudsuker Proxy                                                            | バーマン                  |                       | 高宮俊介（日本語吹替1版） 竹田雅則（日本語吹替2版）                                             |
| 1994年 | パルプ・フィクション Pulp Fiction                                                      | バディ・ホリー            |                       | 梅津秀行                                                                                        |
| 1994年 | ハードロック・ハイジャック Airheads                                                    | レックス                  |                       | 二又一成                                                                                        |
| 1994年 | サムバディ・トゥ・ラブ Somebody to Love                                                | ミッキー                  |                       |                                                                                                 |
| 1995年 | リビング・イン・オブリビオン/悪夢の撮影日誌 Living in Oblivion                         | ニック                    |                       | （日本語吹替版なし）                                                                            |
| 1995年 | アダム・サンドラーは ビリー・マジソン/一日一善 Billy Madison                           | ダニー                    | クレジットなし        | 中博史                                                                                          |
| 1995年 | デスペラード Desparado                                                                 | ブシェミ                  |                       | 安原義人（VHS・DVD版） 安原義人（Blu-ray版） 堀内賢雄（テレビ朝日版）                           |
| 1995年 | デンバーに死す時 Thing to Do in Denver When You're Dead                                | ミスター・シー            |                       | 伊藤和晃（VHS版）                                                                               |
| 1996年 | ファーゴ Fargo                                                                         | カール                    |                       | 小杉十郎太（ソフト版） 大塚芳忠（テレビ東京版）                                                 |
| 1996年 | トゥリーズ・ラウンジ Trees Lounge                                                      | トミー                    | 兼監督・脚本          | （日本語吹替版なし）                                                                            |
| 1996年 | カンザス・シティ Kansas City                                                           | ジョニー・フリン          |                       | 麻生智久                                                                                        |
| 1996年 | エスケープ・フロム・L.A. Escape from L.A.                                              | エディ                    |                       | 梅津秀行（ソフト版） 田原アルノ（フジテレビ版）                                                 |
| 1997年 | コン・エアー Con Air                                                                   | ガーランド・グリーン      |                       | 二又一成（ソフト版） 青山穣（テレビ朝日版）                                                     |
| 1997年 | リアル・ブロンド The Real Blonde                                                       | ニック                    |                       | （日本語吹替版なし）                                                                            |
| 1998年 | ウェディング・シンガー The Wedding Singer                                              | デヴィッド                | クレジットなし        | 荒川太朗（ソフト版） 不明（機内上映版）                                                         |
| 1998年 | ビッグ・リボウスキ The Big Lebowski                                                    | ドニー                    |                       | 小杉十郎太（VHS・旧DVD版） 二又一成（BD・新DVD版）                                              |
| 1998年 | インポスターズ The Impostors                                                           | ハッピー・フランクス      |                       | （日本語吹替版なし）                                                                            |
| 1998年 | アルマゲドン Armageddon                                                                | ロックハウンド            |                       | 林一夫（ソフト版） 青山穣（フジテレビ版） 我修院達也（日本テレビ版） 我修院達也（テレビ朝日版） |
| 1999年 | ビッグ・ダディ Big Daddy                                                               | ホームレスの男            |                       | 仲野裕                                                                                          |
| 2000年 | 28DAYS 28 Days                                                                         | コーネル                  |                       | 牛山茂                                                                                          |
| 2000年 | アニマル・ファクトリー Animal Factory                                                  | A.R. ホスパック           | 兼監督・脚本          | 樫井笙人                                                                                        |
| 2001年 | モンスターズ・インク Monsters, Inc.                                                    | ランドール・ボッグス      | 声の出演              | 青山穣                                                                                          |
| 2001年 | ファイナルファンタジー Final Fantasy：The Spirits Within                               | ニール・フレミング        | 声の出演              | 後藤敦                                                                                          |
| 2001年 | ゴーストワールド Ghost World                                                           | シーモア                  |                       | 古川登志夫                                                                                      |
| 2001年 | 灰の記憶 The Grey ZOne                                                                 | アブラモウィックス        |                       | 青山穣                                                                                          |
| 2001年 | ドメスティック・フィアー Domestic Disturbance                                          | レイ・コールマン          |                       | 沢木郁也                                                                                        |
| 2002年 | ララミー・プロジェクト The Laramie Project                                             | ドク・オコナー            | テレビ映画            | （日本語吹替版なし）                                                                            |
| 2002年 | Mr.ディーズ Mr.Deeds                                                                   | クレイジー・アイズ        |                       | 青山穣                                                                                          |
| 2002年 | スパイキッズ2 失われた夢の島 Spy Kids 2: The Island of Lost Dreams                     | ロメロ                    |                       | 山寺宏一                                                                                        |
| 2002年 | スパイキッズ3-D:ゲームオーバー Spy Kids 3-D: Game Over                                 | ロメロ                    |                       | 山寺宏一                                                                                        |
| 2002年 | コーヒー&シガレッツ Coffee and Cigaretts                                               | ウェイター                |                       | （日本語吹替版なし）                                                                            |
| 2002年 | ビッグ・フィッシュ Big Fish                                                            | ノザー・ウィンズロー      |                       | 檀臣幸（ソフト版） 青山穣（機内上映版）                                                         |
| 2004年 | ホーム・オン・ザ・レンジ にぎやか農場を救え! Home on the Range                         | ウェズリー                | 声の出演              | 青山穣                                                                                          |
| 2005年 | アイランド The Island                                                                  | ジェームズ・マッコード    |                       | 梅津秀行                                                                                        |
| 2005年 | リターン・トゥー・マイ・ラヴ Lonesome Jim                                              | N/A                       | 監督                  | N/A                                                                                             |
| 2006年 | アートスクール・コンフィデンシャル Art School Confidential                             | ボブ                      | クレジットなし        |                                                                                                 |
| 2006年 | パリ、ジュテーム Paris, je t'aime                                                      | 旅行者                    |                       | 不明                                                                                            |
| 2006年 | モンスター・ハウス Monster House                                                       | ネバークラッカー          | 声の出演              | 泉谷しげる                                                                                      |
| 2006年 | シャーロットのおくりもの Charlotte's Web                                               | ネズミのテンプルトン      | 声の出演              | 山寺宏一                                                                                        |
| 2007年 | インタビュー Interview                                                                 | ピエール                  | 兼監督・脚本          |                                                                                                 |
| 2007年 | セックス・アンド・ザ・バディ I Think I Love My Wife                                    | ジョージ                  |                       | 龍田直樹                                                                                        |
| 2007年 | チャックとラリー おかしな偽装結婚!? I Now Pronounce You Chuck and Larry                | クリント・フィッツァー    |                       | 青山穣                                                                                          |
| 2009年 | メッセンジャー The Messenger                                                           |                           |                       | 不明                                                                                            |
| 2009年 | ジョン・ラーベ 〜南京のシンドラー〜 John Rabe                                          | ロバート・ウィルソン      |                       | （日本語吹替版なし）                                                                            |
| 2009年 | スパイアニマル・Gフォース G-Force                                                      | バッキー                  | 声の出演              | 真殿光昭                                                                                        |
| 2010年 | アダルトボーイズ青春白書 Grown Ups                                                     | ウィリー                  |                       | 不明                                                                                            |
| 2010年 | Youth in Revolt                                                                        |                           |                       | N/A                                                                                             |
| 2011年 | ランパート 汚れた刑事 Rampart                                                          | ビル・ブラゴ              |                       |                                                                                                 |
| 2012年 | モンスター・ホテル Hotel Transylvania                                                  | ウェイン                  | 声の出演              | 我修院達也                                                                                      |
| 2012年 | オン・ザ・ロード On the Road                                                           |                           |                       | （日本語吹替版なし）                                                                            |
| 2013年 | 俺たちスーパーマジシャン The Incredible Burt Wonderstone                               | アントン・マーベルトン    |                       | （日本語吹替版なし）                                                                            |
| 2013年 | モンスターズ・ユニバーシティ Monsters University                                       | ランディ                  | 声の出演              | 青山穣                                                                                          |
| 2013年 | アダルトボーイズ遊遊白書 Grown Ups 2                                                   | ウィリー                  |                       | 不明                                                                                            |
| 2013年 | サバンナ・アドベンチャー Khumba                                                        | スコーク                  | 声の出演              | 高木渉                                                                                          |
| 2014年 | 靴職人と魔法のミシン The Cobbler                                                       | ジミー                    |                       | 不明                                                                                            |
| 2015年 | モンスター・ホテル2 Hotel Transylvania 2                                               | ウェイン                  | 声の出演              | 我修院達也                                                                                      |
| 2015年 | Oppenheimer Strategies                                                                 |                           |                       | N/A                                                                                             |
| 2015年 | リディキュラス・シックス The Ridiculous 6                                              | ドク・グリフィン          | Netflixオリジナル作品 | 多田野曜平                                                                                      |
| 2016年 | 嘘はフィクサーのはじまり Norman: The Moderate Rise and Tragic Fall of a New York Fixer | ラビ・ブルメンソール      |                       | 青山穣                                                                                          |
| 2017年 | ボス・ベイビー The Boss Baby                                                           | フランシス・E・フランシス | 声の出演              | 山寺宏一（劇場公開版） 多田野曜平（機内上映版）                                                 |
| 2017年 | スターリンの葬送狂騒曲 The Death of Stalin                                             | ニキータ・フルシチョフ    |                       | 多田野曜平                                                                                      |
| 2017年 | 荒野にて Lean on Pete                                                                  | デル・モンゴメリー        |                       | （日本語吹替版なし）                                                                            |
| 2018年 | アグネスと幸せのパズル Puzzle                                                          | N/A                       | 製作総指揮            | N/A                                                                                             |
| 2018年 | ナンシー Nancy                                                                         | レオ・リンチ              |                       | （日本語吹替版なし）                                                                            |
| 2019年 | デッド・ドント・ダイ The Dead Don't Die                                                | ミラー                    |                       | （日本語吹替版なし）                                                                            |
| 2020年 | キング・オブ・スタテンアイランド The King of Staten Island                             | パパ                      |                       | 多田野曜平                                                                                      |
| 2020年 | ヒュービーのハロウィーン Hubie Halloween                                               | ウォルター・ランバート    |                       | 多田野曜平                                                                                      |
| 2022   | モンスター・ホテル 変身ビームで大パニック! Hotel Transylvania: Transformania           | ウェイン                  | 声の出演              | 我修院達也                                                                                      |
| 2022   | The Listener                                                                           | N/A                       | 監督                  | N/A                                                                                             |
| 2023   | バケーション・フレンズ2 Vacation Friends 2                                             | リース                    |                       | （吹き替え版なし）                                                                              |
| 2024年 | The Shallow Tale of a Writer Who Decided to Write About a Serial Killer                | Kollmick                  |                       | N/A                                                                                             |
| 2024年 | トランスフォーマー/ONE Transformers One                                                | スタースクリーム          | 声の出演              | 佐藤せつじ                                                                                      |
| 2025   | Animal Farm                                                                            | Mr. Whymper               | 声の出演              |                                                                                                 |
| 2025   | 俺は飛ばし屋/プロゴルファー・ギル2 Happy Gilmore 2 Bad                                 | 近所のパット              |                       | 栗田圭                                                                                          |

### テレビシリーズ
| 放映年          | 邦題 原題                                                                            | 役名                               | 備考                                                                          | 日本語吹替         |
| --------------- | ------------------------------------------------------------------------------------ | ---------------------------------- | ----------------------------------------------------------------------------- | ------------------ |
| 1986年          | 特捜刑事マイアミ・バイス Miami Vice                                                  |                                    | 第3シーズン第7話「復讐のガンマン・最後の決闘!」                               |                    |
| 1992年          | あなたにムチュー Mad About You                                                       | ハウイー                           | 第1シーズン第7話「Token Friend」                                              | 石川英郎           |
| 1993年          | ハリウッド・ナイトメア Tales from the Crypt                                          |                                    | 第5シーズン第3話「欲望のカメラマン」                                          |                    |
| 1995年 - 1998年 | ホミサイド/殺人捜査課 Homicide: Life on the Street                                   | ゴードン・プラット                 | 出演: 第3シーズン第14話「エンドゲーム」 監督: 第6シーズン第21話「蘇った事件」 |                    |
| 1999年 - 2001年 | OZ/オズ OZ                                                                           | N/A                                | 計2話監督                                                                     | N/A                |
| 2004年 - 2006年 | ザ・ソプラノズ 哀愁のマフィア The Sopranos                                           | トニー                             | 計14話出演 計4話監督                                                          | 多田野曜平         |
| 2007年          | ザ・シンプソンズ The Simpsons                                                        | ドワイト                           | アニメ、声の出演 第19シーズン第4話「マージと銀行強盗犯」                      | （吹き替え版なし） |
| 2008年          | ER緊急救命室 ER                                                                      | アート・マスターソン               | 第14シーズン第19話「シカゴ流」                                                | 中尾隆聖           |
| 2007年 - 2013年 | 30 ROCK/サーティー・ロック 30 Rock                                                   | レニー                             | 計6話出演 計2話監督                                                           | （吹き替え版なし） |
| 2009年 - 2011年 | ナース・ジャッキー Nurse Jackie                                                      | N/A                                | 計6話監督                                                                     | N/A                |
| 2010年 - 2014年 | ボードウォーク・エンパイア 欲望の街 Boardwalk Empire                                 | イーノック・“ナッキー”・トンプソン | レギュラー出演                                                                | 多田野曜平         |
| 2017年          | フィリップ・K・ディックのエレクトリック・ドリームズ Philip K. Dick's Electric Dreams | エド                               | 「クレイジー・ダイアモンド」出演                                              | 多田野曜平         |
| 2025年          | ポーカー・フェイス Poker Face                                                        | グッド・バディ                     | 声の出演、計4話出演                                                           |                    |
| 2025年          | ザ・スタジオ The Studio                                                              | 本人役                             | 第1話「出世」                                                                 |                    |
| 2025年          | ウェンズデー Wednesday                                                               | バリー・ドート                     | シーズン2から登場                                                             |                    |

## 日本語吹き替え
主に担当しているのは、以下の二人である。
青山穣
『コン・エアー』（テレビ朝日版）で初担当。以降は専属（フィックス）に近い形で最も多く吹き替えている。『モンスターズ・インク』のブシェミ演ずるランドール・ボッグス役に関しては、インタビューで「初めて来た少し大きなクセのある役」に挙げており、「私にとってはすごく面白い役でした」と語っている。
多田野曜平
『ザ・ソプラノズ 哀愁のマフィア』で初担当。青山の次に多く吹き替えている。
このほかにも、二又一成、梅津秀行、小杉十郎太、安原義人、我修院達也、荒川太朗、山寺宏一なども複数回、声を当てている。

## 参照
1. ↑  “アーカイブされたコピー”. 2008年10月11日時点のオリジナルよりアーカイブ。2009年11月20日閲覧。
2. ↑  http://www.accessmylibrary.com/coms2/summary_0286-12600382_ITM
3. ↑  “アーカイブされたコピー”. 2011年10月29日時点のオリジナルよりアーカイブ。2011年10月27日閲覧。
4. ↑  Lahr, John (2005年11月14日). “THE THIN MAN”. The New Yorker 2007年12月10日閲覧。 {{cite news}}: 不明な引数|coauthors=が空白で指定されています。 (説明)⚠
5. ↑  “Steve Buscemi Biography - Movies.com”.   movies.go.com. 2008年1月27日閲覧。
6. ↑  “Ground Zero: Engine 10 and Ladder 10”.   Bushmaster Firearms International. 2003年9月8日時点のオリジナルよりアーカイブ。2011年9月8日閲覧。
7. ↑  “ゴールデン・グローブ賞受賞のスティーヴ・ブシェミ、「俳優にならなければ消防士を続けていた」”. シネマトゥデイ. (2011年2月10日) 2012年11月26日閲覧。
8. ↑  indieking.com interview with photos
9. ↑  thesmokinggun.com mugshots and description
10. ↑  “卒業生インタビュー 青山穣 いろいろな経験が「自分の芝居」を創る”.   映像テクノアカデミア. 2022年6月8日閲覧。